# 軟微影技術

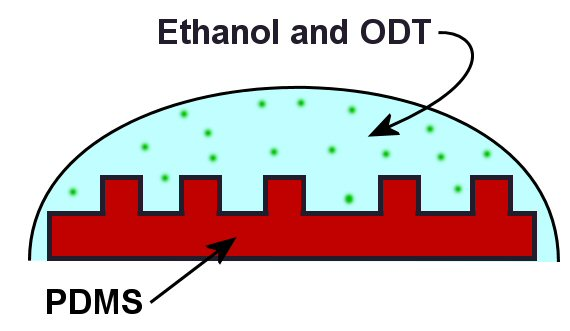
Figure 1 - "Inking" a stamp. PDMS stamp with pattern is placed in Ethanol and ODT solution

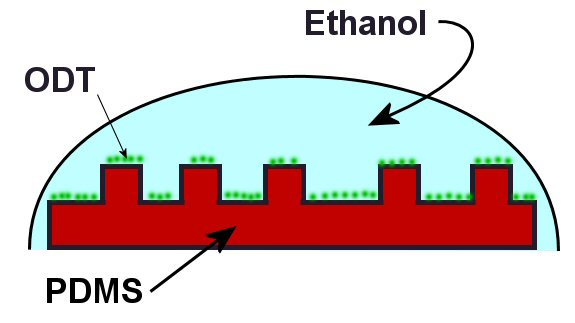
Figure 2 - ODT from the solution settles down onto the PDMS stamp. Stamp now has ODT attached to it which acts as the ink.

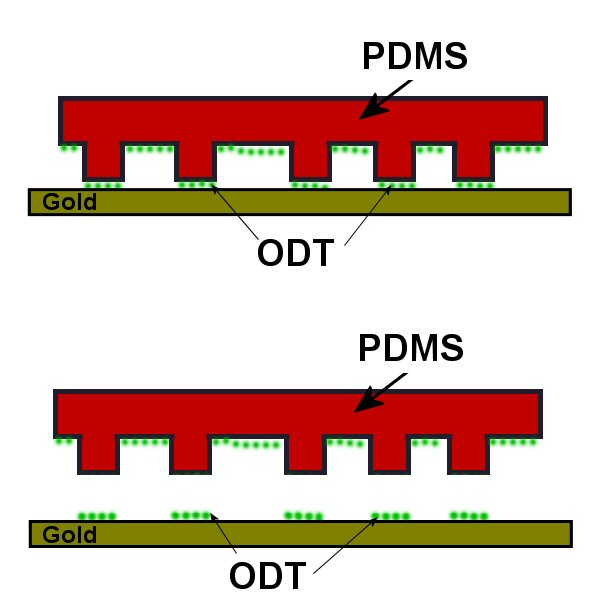
Figure 3 - The PDMS stamp with the ODT is placed on the gold substrate. When the stamp is removed, the ODT in contact with the gold stays stuck to the gold. Thus the pattern from the stamp is transferred to the gold via the ODT "ink."

軟微影技術（soft lithography），又稱軟微影製程、可撓性奈米轉印、軟蝕刻技術或軟光刻技術，是一種用軟性高分子材質做成的可撓性刻印的模具，在模具上面塗佈具有自我組合性能的單元分子(SAM， Self-Assembly Monomer)後，像印章一樣，在鍍金的薄膜基板上微壓，把奈米圖形模子上面凸出部分的自我組合性能的單元分子(SAM)像油墨一樣的印在金薄膜上。

## 優點
軟微影技術具有一些獨特的優勢比其他形式的微影技術（如光刻和電子束光刻）。 它們包括以下內容：

1.更低的成本比傳統微影技術大量生產。

2.非常適合應用在生物技術。

3.非常適合應用在塑膠電子。

4.非常適合於超大型平面，或及非平面（nonflat）微影。

5.不需要製作光罩，即可製造一個小的細節設計比一般微影實驗室設備的（30〜100納米）差不多。

## 缺點
現在的積體電路包含了好幾層不同的材料，PDMS壓模的扭曲變形會導致複製圖案的小誤差，也使上下層做好的圖形排列得不整齊。即使是最微小的排列誤差或扭曲，都會損壞多層奈米電子裝置。因此，軟蝕刻法不適合製造需要精準堆疊的多層結構。此缺點可藉熱壓成形式奈米壓印或步進光感式奈米壓印來改善之。

### 腳註
1. 1 2 3  http://140.112.43.210/STUDY/%E5%A1%91%E8%86%A0%E5%8A%A0%E5%B7%A5%E8%AA%B2%E7%A8%8B/%E5%A1%91%E8%86%A0%E5%8A%A0%E5%B7%A5%E6%9C%9F%E6%9C%AB%E5%A0%B1%E5%91%8A%E7%B8%BD%E6%95%B4%E7%90%86/%E7%AC%AC10%E7%B5%84_%E5%A5%88%E7%B1%B3%E5%A3%93%E5%8D%B0/new_page_6.htm%5B%5D
2. ↑  Waldner, Jean-Baptiste. . London: ISTE John Wiley & Sons. 2008: 93. ISBN 1847040020.

### 文獻
- Xia, Y.; Whitesides, G. M. . Angew. Chem. Int. Ed. Engl. 1998, 37: 551–575  [2011-02-04]. doi:10.1002/(SICI)1521-3773(19980316)37:5&lt;550::AID-ANIE550&gt;3.0.CO;2-G. （原始内容存档于2011-08-12）.
- Xia, Y.; Whitesides, G. M. . Annu. Rev. Mater. Sci. 1998, 28: 153–184. doi:10.1146/annurev.matsci.28.1.153.
- Quake, S. R.; Scherer, A. . Science. 2000, 290 (5496): 1536–1540. PMID 11090344. doi:10.1126/science.290.5496.1536.